# Claudio Villa

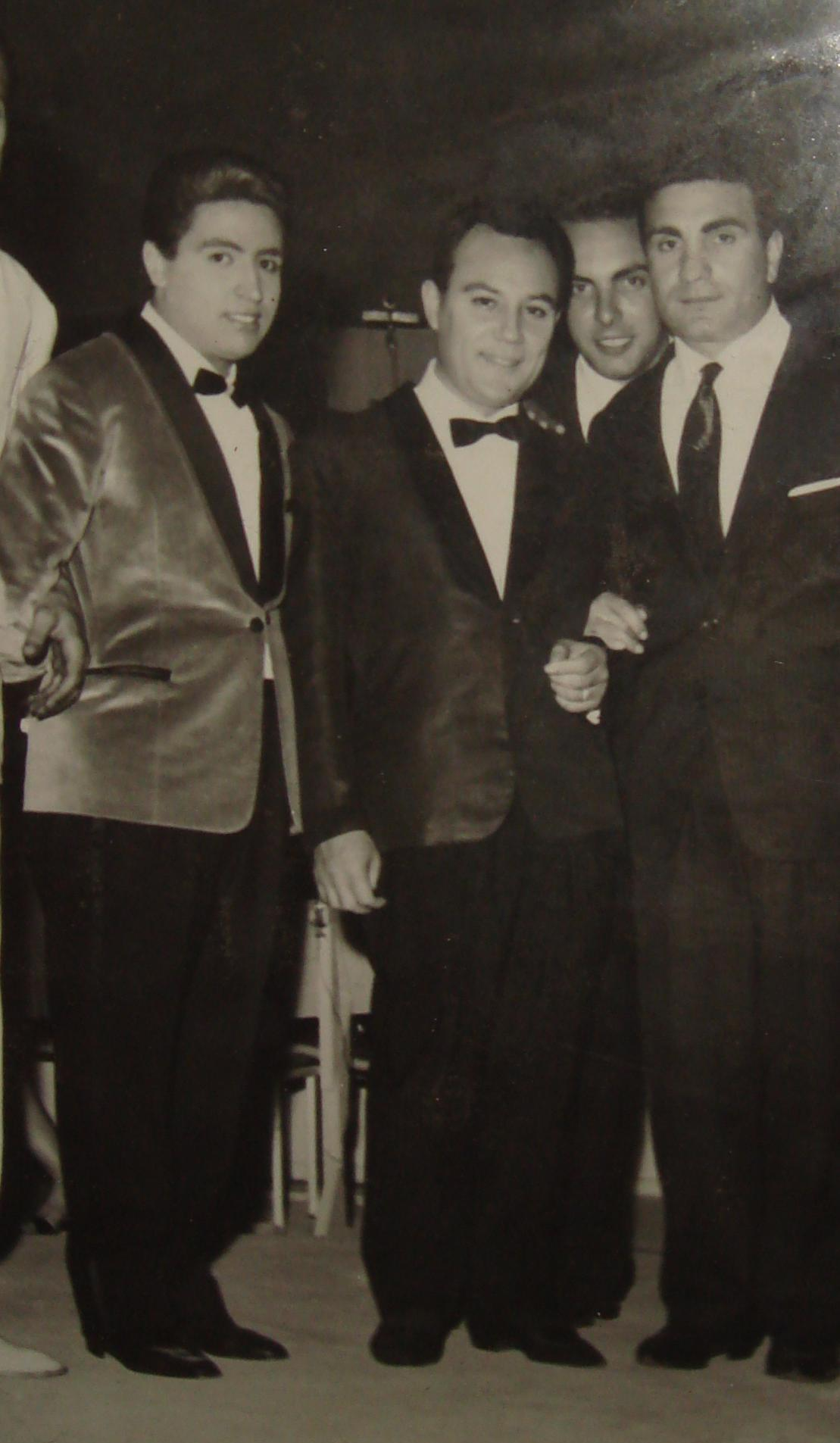
Mario Trevi - Claudio Villa (1962)

Claudio Villa, född som Claudio Pica den 1 januari 1926 i Rom, död 7 februari 1987 i Padova (hjärtattack), var en italiensk sångare och skådespelare.
Villa tävlade med låten Addio Addio i Eurovision Song Contest 1962 och med låten Non andare Più Lontano år 1967. Vid 1962 års medverkan slutade han på nionde plats, år 1967 på elfte plats.
Villa är en av de mest represenatativa italienska populärmusikssångarna, och blev känd internationellt år 1955 då han deltog i San Remo Song Festival för första gången. Under hans karriär blev han prestigefyllt prisad tre andra gånger (1957, 1962 och 1967) och han spelade in över 3 000 låtar, sålde 45 miljoner skivor över hela världen och medverkade i 25 musikaler.